# Amblispa laevigata
Amblispa laevigata es un coleóptero de la familia Chrysomelidae descrita  en 1844 por Guérin-Méneville. Se encuentra en Bangladés, India, Nepal y Sri Lanka.